# Dominic Ball
Dominic Ball (ur. 2 sierpnia 1995 w Welwyn Garden City) – angielski piłkarz występujący na pozycji pomocnika w klubie Queens Park Rangers.